# Alpaida lubinae
Alpaida lubinae är en spindelart som beskrevs av Levi 1988. Alpaida lubinae ingår i släktet Alpaida och familjen hjulspindlar.
Artens utbredningsområde är Venezuela. Inga underarter finns listade i Catalogue of Life.